# كاميلي رووي
كاميلي رووي (بالفرنسية: Camille Rowe-Pourcheresse)‏ هي عارضة وممثلة فرنسية، ولدت في 7 يناير 1986 في باريس في فرنسا.

## وصلات خارجية
- كاميلي رووي على موقع IMDb (الإنجليزية)
- كاميلي رووي على موقع ميتاكريتيك (الإنجليزية)
- كاميلي رووي على موقع روتن توميتوز (الإنجليزية)
- كاميلي رووي على موقع ألو سيني (الفرنسية)
- كاميلي رووي على موقع قاعدة بيانات الفيلم (الإنجليزية)
- كاميلي رووي على موقع دليل عارضات الأزياء (الإنجليزية)